# Abuchadży Idrisow
Abuchadży Idrisow (ros. Абухаджи́ Идри́сов, ur. 17 maja 1918 w miejscowości Bierdykiel w Republice Górskiej, zm. 22 października 1983 tamże) – radziecki snajper, starszy sierżant, Bohater Związku Radzieckiego (1944).

## Życiorys
Urodził się w czeczeńskiej rodzinie chłopskiej. Skończył szkołę podstawową, pracował w kołchozie, w październiku 1939 został powołany do Armii Czerwonej, był żołnierzem oddziału karabinów maszynowych 125 Dywizji Piechoty. Po ataku Niemiec na ZSRR skierowany na front, w lipcu 1941 wraz z dywizją walczył na linii Psków-Wielkie Łuki między jeziorami Ilmen i Seliger, później w innych bitwach Frontu Północno-Zachodniego. Został snajperem 1232 pułku piechoty 370 Dywizji Piechoty 3 Armii Uderzeniowej 2 Frontu Nadbałtyckiego. Do kwietnia 1943 zastrzelił 309, a do marca 1944 łącznie 349 żołnierzy i oficerów wroga. W kwietniu 1944 został ranny. Po wyjściu ze szpitala w Niżnym Nowogrodzie mieszkał w Ałmaty i w obwodzie tałdykurgańskim, gdzie pracował w gospodarstwie wiejskim i hodował owce. W 1957 wrócił do Czeczenii. W 1962 został członkiem KPZR. Jego imieniem nazwano ulicę w Groznym.

## Odznaczenia
- Złota Gwiazda Bohatera Związku Radzieckiego (3 czerwca 1944)
- Order Lenina
- Order Czerwonego Sztandaru
- Order Czerwonej Gwiazdy

I medale.